# Integralekvation
En integralekvation är en ekvation där en okänd funktion förekommer under ett integraltecken. Många problem kan formuleras både som en differentialekvation och en integralekvation, exempelvis Maxwells ekvationer. Eftersom integration bevarar olikheter (till skillnad från derivering), kan integralekvationer vara användbara då man vill skatta en lösning.

## Exempel
Ett exempel på en integralekvation är Fredholmekvationen av första slaget:
{\displaystyle f(x)=\int _{a}^{b}K(x,y)\varphi (y)dy}
här är f och K kända funktioner och φ okänd. I en Fredholmekvation av andra slaget förekommer den okända funktionen även utanför integralen samt en parameter  μ:
{\displaystyle \varphi (x)=f(x)+\mu \int _{a}^{b}K(x,y)\varphi (y)dy}
Ett annat exempel är Volterras integralekvation av första slaget:
{\displaystyle f(x)=\int _{a}^{x}K(x,y)\varphi (y)dy}
skillnaden mot Fredholmekvationen är att x nu även är övre integrationsgräns.

## Wiener-Hopf-integralekvationer
{\displaystyle y(t)=\lambda x(t)+\int _{0}^{\infty }k(t-s)x(s)ds,\qquad 0\leq t<\infty }